# Imposto de congestionamento de Estocolmo

Sinal oficial na Suécia para avisar do cobro do pedágio urbano

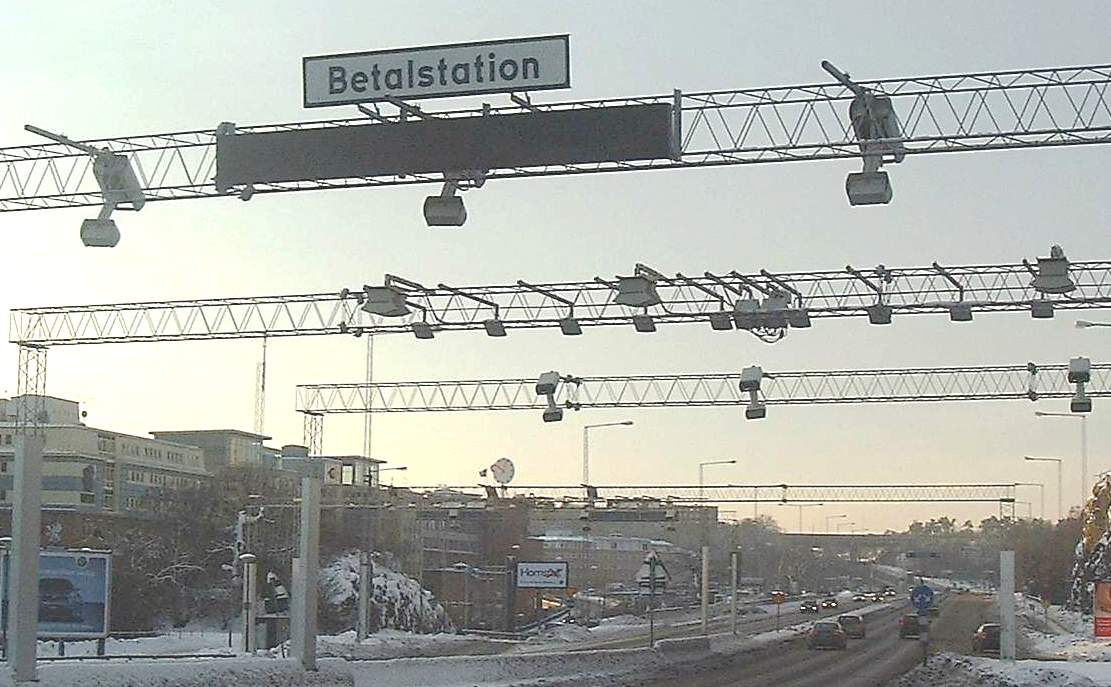
Ponto de controle em Liljeholmen.

O Imposto de congestionamento de Estocolmo (Sueco: Trängselskatt i Stockholm; Inglês: Stockholm congestion tax), é um sistema de pedágio urbano baseado no conceito econômico de tarifação de congestionamento. Este pagamento corresponde a um imposto cobrado a todos os veículos entrando e saindo do centro da cidade de Estocolmo, Suécia. O imposto de congestionamento foi implantado em forma permanente a partir de 1 de agosto de 2007, depois de um período de teste de sete meses e realizou-se entre 3 de janeiro e 31 de julho de 2006.
O objetivo principal deste imposto é reduzir o congestionamento de trânsito e diminuir a poluição ambiental, do ar e sonora, no centro da cidade de Estocolmo. Os fundos arrecadados com este imposto serão utilizados na construção de novas obras viárias em e ao redor de Estocolmo. O imposto de congestionamento pode ser deduzido do imposto de renda tanto para os usuários privados como comerciais. As pessoas físicas podem deduzir o imposto somente nas viagens de negócios, assim como nas viagens entre a casa e o lugar de serviço, segundo regras estabelecidas em relação a viagem equivalente pelo transporte público. As firmas em atividades comerciais poder deduzir todas as despesas devidas à tarifa de congestionamento.